# Équipe de Belgique masculine de kayak-polo
L'équipe de Belgique de kayak-polo est l'équipe masculine qui représente la Belgique dans les compétitions majeures de kayak-polo.
Elle est constituée par une sélection des meilleurs joueurs belges.
À ce jour[Quand ?], elle n'a remporté aucun titre majeur ni ne s'est vraiment illustrée dans les grands rendez-vous mondiaux comme les championnats d'Europe ou les championnats du monde.

## Palmarès
Parcours aux championnats d'Europe
- 1995 : NQ
- 1997 : 6e
- 1999 : 7e
- 2001 : NQ
- 2003 : 7e
- 2005 : 9e
- 2007 : 9e
- 2009 : 12e
- 2011 : 13e

Parcours aux championnats du Monde
- 1994 : 6e
- 1996 : NQ
- 1998 : 10e
- 2000 : 12e
- 2002 : 10e
- 2004 : NQ
- 2006 : 18e
- 2008 : 13e
- 2010 : 11e

NQ : Non Qualifiée